# The Sound Barrier
The Sound Barrier (conocida para su distribución en español como  La barrera del sonido y Sin barreras en el cielo) es una película británica dirigida por David Lean en el año  1952 y protagonizado, en los roles protagonistas, por Ralph Richardson, Ann Todd, Nigel Patrick, John Justiny Denholm Elliott.

## Sinopsis
Historia de los ingenieros aeroespaciales británicos que probaron un avión para intentar romper la barrera del sonido.

## Reparto
- Ralph Richardson como John Ridgefield
- Ann Todd como Susan Garthwaite
- Nigel Patrick como Tony Garthwaite
- John Justin como Philip Peel
- Dinah Sheridan como Jess Peel
- Denholm Elliott como Christopher Ridgefield
- Ralph Michael como Fletcher